# Викен (озеро)
Викен (швед. Viken) — озеро в Швеции, административно относится к лену Вестра-Гёталанд, разделено между коммунами Карлсборг и Тёребода. Озеро имеет площадь 47 км². Размеры озера — 25 на 4 км. Глубина достигает 30 м.
Имеет форму подковы, является частью канала Гёта, его самой высокой точкой: 91,8 метров над уровнем моря (по другим данным — 91 м).